# Diretor de conteúdo
Um chief content officer (CCO) ou em português Diretor de conteúdo é um executivo corporativo responsável pelo desenvolvimento da marca por meio da criação de conteúdo e publicação multicanal do conteúdo da organização (texto, vídeo, áudio, animação, etc.). O CCO supervisiona a equipe de criação de conteúdo e garante que todas as iniciativas de conteúdo sejam realizadas da maneira prevista.
O diretor de conteúdo geralmente ocupa uma função de executivo ou vice-presidente sênior, normalmente reportando-se ao diretor executivo ou ao presidente da organização.
Em uma radiodifusão organização, o CCO é geralmente o membro criativo mais graduado da organização. No entanto, a posição de diretor de conteúdo também é comum em muitos outros setores, desde seguros até produção de vídeo com base em um estudo do LinkedIn.

## Responsabilidades
Como todos os outros diretores, o diretor de conteúdo é responsável pela supervisão, coordenação, planejamento e operação em sua própria área de responsabilidade. O CCO também pode liderar os esforços de branding e marketing de uma empresa (no que se refere ao conteúdo), se essas áreas não forem supervisionadas por um diretor de marketing.
O diretor de conteúdo é responsável por contratar e liderar uma equipe de profissionais de marketing e redatores de conteúdo. O CCO cria uma estratégia geral de conteúdo, desenvolve planos editoriais e calendários para cumprir as metas semanais e mensais e está disposto a fazer alterações, se necessário.
Redatores e profissionais de marketing de conteúdo reportarão ao CCO atualizações de status e apresentarão seu conteúdo para edições e revisões.